# Ма Инцзю
Ма Инцзю́ (кит. трад. 馬英九, упр. 马英九, пиньинь Mǎ Yīngjiǔ; род. 13 июля 1950) — политик, президент Китайской Республики (Тайвань) с 20 мая 2008 по 16 января 2016 года, председатель партии Гоминьдан.

## Биография
Родился в Гонконге, год спустя его семья переехала на Тайвань. Окончил юридический факультет Национального университета Тайваня в 1972 году, получив степень бакалавра права. Продолжил обучение в США, окончил университет Нью-Йорка и Гарвардский университет.
Защитил докторскую диссертацию в Гарварде (Harvard Law Sсһool) по юридическим аспектам суверенитета Китайской Республики над островами Дяоюйтай. Ма часто критиковал правительство за его политику в отношении суверенитета этих островов. Работал на бирже Уолл-стрит.
В 1981 году женился на Кристине Чжоу (Чжоу Мэйцин), у супругов две дочери.
В 1984 году стал помощником и переводчиком президента Цзян Цзинго. Вступил в партию Гоминьдан. Был доцентом факультета юриспруденции в Государственном Политическом университете.
Ма Инцзю был заместителем генерального секретаря партии Гоминьдан с 1984 по 1988 год. С 1988 года в правительстве, глава правительственной Комиссии по исследованиям, разработкам и экспертным оценкам при Исполнительном Юане Китайской республики в 1988—1991 годах. Также в течение некоторого времени, в 1991—1993 годах, работал заместителем главы Совета по делам материкового Китая, организации на уровне правительства, которая отвечает за отношения между двумя берегами Тайваньского пролива.
Министр юстиции в 1993—1996 годах, министр без портфеля в 1996—1997 годах. В сентябре 1997 года Ма Инцзю нанёс визит в Российскую Федерацию, где принял участие в московском форуме Всемирной ассоциации экспертов международного права. После ухода из правительства Ма Инцзю вернулся в научные круги.
В 1998 году Гоминьдан выбрал Ма Инцзю кандидатом на пост мэра Тайбэя. Ма должен был бросить вызов тогдашнему градоначальнику столицы Тайваня Чэнь Шуйбяню из оппозиционной Демократической прогрессивной партии (ДПП), который добивался переизбрания на этот пост. Несмотря на высокие рейтинги Чэня (более 80 процентов), Чэнь Шуйбянь проиграл те выборы, и Ма был избран мэром столицы.
На президентских выборах 2000 года, Ма оставался верен Гоминьдану и поддержал кандидата от этой партии Лянь Чжаня, предпочтя его Джеймсу Суну, к тому времени отошедшему от партии и участвовавшему в президентской гонке в качестве независимого кандидата.
В декабре 2002 года Ма стал ведущей политической фигурой в рядах Гоминьдана после того как он с легкостью был переизбран на пост мэра Тайбэя — за него тогда проголосовали 64 процента тайбэйских избирателей, в то время как его соперник от ДПП Ли Инъюань получил лишь 36 процентов голосов.
Будучи мэром Тайбэя, Ма нередко конфликтовал с центральным правительством из-за таких проблем, как уровень медицинского страхования и контроль за поставками воды во время засухи.
Среди его заслуг и инициатив на посту столичного градоначальника можно назвать изменения в написании названий улиц столицы и линий и станций метро.
Ма высказывал умеренную поддержку идеи постепенного объединения с материковым Китаем и заявлял о неприемлемости независимости Тайваня.
В 2004 году он выступил против референдума (об отношениях с КНР), который был широко раскритикован в США и КНР. Тем не менее его несогласие с Законом против отделения, принятым в КНР (хотя другие лидеры Гоминьдана сохраняли молчание по этому поводу) привело к тому, что ему в 2005 году было запрещено посетить Гонконг, где он собирался выступить с рядом публичных речей.
Академическое, преподавательское прошлое Ма помогло ему снискать имидж честного и беспристрастного технократа. Ма также считается харизматической фигурой и пользуется популярностью среди женщин и молодежи. В последние годы Ма Инцзю все чаще использовал местный тайваньский диалект во время выступлений, в своих общественных речах.
В июле 2005 года избран председателем Гоминьдана. Под его руководством Гоминьдан одержал убедительную победу на местных выборах 3 декабря 2005 года. 13 февраля 2007 года ушёл с поста председателя Гоминьдана и объявил о своём намерении баллотироваться на президентских выборах 2008 года. Впоследствии он стал официальным кандидатом от Гоминьдана на этих президентских выборах.
Ма возглавлял тайваньские делегации, посетившие Индию и Сингапур в июне 2007 года. Целью этих визитов были двусторонние обмены, и переговоры об улучшении двусторонних отношений. Кроме того, эти поездки подняли международный авторитет Ма и обогатили его опыт накануне выборов 2008 года.
Кандидатом в вице-президенты на этих выборах стал бывший премьер-министр Винсент Сю. Винсент Сю был также кандидатом на этот пост и на выборах 2000 года, вместе с кандидатом от Гоминьдана Лянь Чжанем.

### В должности президента
На президентских выборах 22 марта 2008 года Ма Инцзю победил, набрав более 58 процентов голосов. Тем самым он положил конец 8-летнему правлению Демократической прогрессивной партии. За Ма проголосовало 7 659 014 избирателей, в то время как за его оппонента от ДПП — только 5 444 949 человек.
Убедительная победа Ма на президентских выборах дала ему политический мандат провести изменения и реформы, обещанные им в его предвыборной программе: в первую очередь экономические реформы и улучшение отношений с материковым Китаем.
Ма Инцзю был приведен к присяге и вступил в должность 20 мая 2008 года. Церемония инаугурации нового президента состоялась на тайбэйском стадионе «Taipei arena».
Согласно опросу 1027 взрослых жителей Тайваня, проведенному в июне 2008 года телекомпанией TVBS, президент Ма получил поддержку 41 процента респондентов; 37 процентов дали негативный ответ (опрос был проведен по итогам первого месяца президентства Ма). Большинство опрошенных также высказали оптимизм в отношении политики, проводимой Ма Инцзю.
12 августа 2008 года Ма Инцзю отправился в своё первое зарубежное турне в качестве президента. Этот официальный визит ставил целью улучшить отношения с латиноамериканскими союзниками Тайваня. Он присутствовал на инаугурации президента Доминиканской Республики Леонеля Фернандеса и президента Парагвая Фернандо Луго. Он также сделал остановку в Панаме и встречался с президентом страны Мартином Торрихосом. В рамках этого турне президент Ма сделал кратковременные остановки в Лос-Анджелесе и Сан-Франциско, США. Во время поездки президента Ма Инцзю сопровождала делегация, в состав которой входил 81 человек.
Избрание Ма Инцзю президентом Тайваня способствовало быстрому улучшению отношений между Тайванем и материковым Китаем. По инициативе Ма было впервые установлено прямое чартерное авиасообщение между Тайванем и Китаем, Тайвань был открыт для туристов из КНР, были ослаблены ограничения на тайваньские инвестиции в китайскую экономику, и приняты меры, которые могут позволить инвесторам из КНР покупать активы тайваньских компаний.
Одно из важных предвыборных обещаний Ма в области экономики — это так называемый «план 633», который предусматривает экономический рост 6 процентов, уровень безработицы ниже 3 процентов и доходы на душу населения в размере более 30 000 долларов США.
В феврале 2006 года, во время визита в Европу, Ма Инцзю заявил, что хотя он и его партия Гоминьдан поддерживают постепенное объединение с Китаем, тем не менее Гоминьдан уважает мнения граждан Тайваня, и что он понимает, что некоторые из них выбирают независимость. А в интервью «Newsweek International» в декабре 2005 года он заявил, что «для нашей партии конечная цель объединение, но у нас нет временных рамок».
Ма Инцзю в отношениях с Китаем предложил политику «пяти „да“». Он также неоднократно подчеркивал, что Гоминьдан продолжает выступать за статус-кво, и говорил, что его партия поддерживает политику единого Китая.
Но 17 марта 2008 года Ма пригрозил бойкотировать Пекинскую Олимпиаду в случае избрания президентом, если беспорядки в Тибете выйдут из-под контроля.
23 марта 2008 года, на следующий день после своего избрания президентом, заявил, что у него нет ближайших планов посетить материковый Китай, и что он будет выполнять своё предвыборное обещание — продолжать работать над улучшением отношений с КНР — устанавливать прямое чартерное авиасообщение между Тайванем и Китаем, все больше открывать Тайвань для туристов из КНР, ослаблять ограничения на тайваньские инвестиции в китайскую экономику.
Ма Инцзю неоднократно заявлял, что основой для конструктивного диалога и обмена между Тайванем и КНР должен оставаться «консенсус 1992».
12 апреля 2008 года новоизбранный вице-президент Винсент Сю встретился с председателем КНР Ху Цзиньтао на форуме в Боао, на китайском острове Хайнань.
14 января 2012 года Ма Инцзю победил на новых президентских выборах, за него проголосовали 6,89 млн избирателей (51,6 % голосов).
3 декабря 2014 года ушёл в отставку с должности председателя партии после неудачных для Гоминьдана местных выборов в ноябре.
В 2016 году соратник Ма Инцзю по партии Гоминьдан Чжу Лилунь после президентских выборов уступил кресло Цай Инвэнь, за которую проголосовали 56,12 % избирателей.

## Награды
- Орден Центральноамериканского парламента (3 июня 2008 года)
- Орден Кетцаля, Большая лента (8 октября 2008, Гватемала)
- Орден Белиза (28 мая 2009 года)
- Звезда Соломоновых островов (24 марта 2010 года)
- Орден Мануэля Амадора Герреро, Большая лента (22 октября 2010 года, Панама)
- Орден Франсиско Морасана, Большой крест (16 ноября 2010 года, Гондурас)
- Орден Сент-Кристофер и Невис (10 марта 2011 года, Сент-Кристофер и Невис)
- Национальный орден Буркина-Фасо, Большой крест (8 апреля 2012 года)[4]
- Национальный орден Республики Гамбия, великий командор (11 апреля 2012 года)
- Орден Льва (15 апреля 2012 года, Свазиленд)